# Real de Calahorra
Real de Calahorra es una variedad cultivar de ciruelo (Prunus domestica), de las denominadas ciruelas europeas,
una variedad de ciruela que se cultiva en la zonas españolas de Calahorra y La Rioja. Las frutas tienen una pulpa firme y muy jugosa con un sabor poco dulce. 

## Sinonimia
- "Monstruosa de Inglaterra",
- "Compañones de Fraile",
- "Huevo de Fraile",
- "Cojón de Fraile".[4][5]

## Historia
'Real de Calahorra' variedad de ciruela cuyos orígenes no están claros, que se lleva cultivando desde finales del siglo XIX en las huertas de Calahorra.

'Real de Calahorra' está cultivada en el banco de germoplasma de cultivos vivos de la Estación experimental Aula Dei de Zaragoza. Está considerada incluida en las variedades locales autóctonas muy antiguas, cuyo cultivo se centraba en comarcas muy definidas, que se caracterizan por su buena adaptación a sus ecosistemas, y podrían tener interés genético en virtud de su características organolépticas y resistencia a enfermedades, con vista a mejorar a otras variedades.

## Características
'Real de Calahorra' árbol de porte extenso, moderadamente vigoroso, erguido, sus hojas de la planta leñosa son caducas, de color verde, forma elíptica, sin pelos presentes, tienen dientes finos en el margen. Flor blanca-marfil, que tiene un tiempo de floración que comienza a partir del 1 de abril con el 10% de floración, para el 3 de abril tiene una floración completa (80%), y para el 14 de abril tiene un 90% de caída de pétalos.
'Real de Calahorra' tiene una talla de tamaño grande a muy grande, de forma elíptica, a veces formando cuello corto próximo a la cavidad del pedúnculo, ligeramente asimétrica; epidermis tiene una piel gruesa de color rojo vivo o rojo Burdeos con punteado muy abundante, muy menudo, blanquecino, con aureola roja más oscura que el fondo recubierta de una abundante pruina, fina, violácea sin pubescencia; sutura con línea poco visible, de color algo más oscuro que el fruto, situada en una depresión muy suave, algo más acentuada junto a cavidad peduncular; cavidad del pedúnculo estrechísima, poco profunda, rebajada en la sutura y más levemente en el lado opuesto, siendo el pedúnculo de una longitud mediana, fuerte, leñoso, con escudete muy marcado, muy pubescente; pulpa de color amarillo ámbar, transparente, con textura medio firme o blanda, jugosa, algo fibrosa, y con sabor poco dulce, refrescante, muy bueno.
Hueso muy adherente, grande, alargado, muy asimétrico, con surco dorsal muy ancho y profundo, los laterales más superficiales, con zona ventral poco sobresaliente, y superficie rugosa.
Su tiempo de recogida de cosecha es de maduración más tardías, sus ciruelas maduran a finales de agosto o primeros de septiembre. Se caracteriza por producir un fruto grande de sabor dulce. Es frecuente que desarrolle frutos fusionados dobles, que se produce con frecuencia en caso de estrés hídrico, o de olas de calor.

## Usos
Por su alto contenido de azúcar lo convierte en una excelente opción para enlatar y secar. También se utiliza como mermeladas, jugos, y en fresco.

## Cultivo
Variedad cultivada en La Rioja, España.